# Lawrence Tynes
(en) Statistiques sur pro-football-reference
Lawrence James Henry Tynes (né le 3 mars 1978 à Greenock, Écosse) est un joueur de football américain évoluant au poste de kicker.
Il a joué en football universitaire chez les Trojans de Troy et est signé comme undrafted free agent par les Chiefs de Kansas City en 2001 des Buccaneers de Tampa Bay pour une période de 4 ans. Il est transféré chez les Giants de New York en 2007. Lors de sa 1re saison chez Big Blue, il inscrit en prolongations le field goal gagnant contre les Packers de Green Bay lors de la finale de conférence NFC, qualifiant son équipe pour le Super Bowl XLII. Avec une distance de 47 yards, il réalise le plus long FG d'après-saison inscrit Lambeau Field.
Quatre ans plus tard, il inscrit, de nouveau en prolongations, un field goal de 31 yards face aux 49ers de San Francisco en finale de conférence NFC qualifiant à nouveau son équipe pour le Super Bowl XLVI.
Tynes est le seul kicker de l'histoire de la NFL a inscrire 2 FG gagnants lors des prolongations des playoffs.
Il remporte son 1er Super Bowl le 4 février 2008 contre les Patriots de la Nouvelle-Angleterre sur le score de 17 à 14, les 3 points d'écart correspondant au field goal inscrit par Lawrence. Il gagnera sa 2e bague en battant à nouveau New England en 2011 lors du Super Bowl XLVI.

## Carrière professionnelle

### Kansas City Chiefs (2001–2002)
Signé comme undrafted free agent, Tynes passera 2 saisons chez les Chiefs mais uniquement dans la pratice squad.

### Scottish Claymores (2002)
Tynes passera un peu de temps chez les Claymores durant la saison 2002 évoluant en NFL Europe.

### Renegades d'Ottawa (2002–2003)
Après son départ d'Écosse, il signe chez les Renegades d'Ottawa évoluant en Ligue canadienne de football. En 2003, il est choisi sur l'équipe d'étoiles de la ligue.

### Kansas City Chiefs (2004–2006)
Tynes re-signe chez les Chiefs et est prêt à évoluer comme kicker no 1 de son équipe. Pendant la saison 2004, il convertit 17 field goals sur 23 tentatives, en 2005, 27 sur 33 et en 2006, 24 sur 31.

### New York Giants (2007–2012)

#### 2007
La 1re année de Tynes chez les Giants se passe très bien puisqu'il convertit 27 field goals sur 32 en saison 2007. Lors de la finale de conférence NFC contre les Packers de Green Bay, il manque 2 FG lors du 4e quart-temps mais en prolongation, il réussit le FG de 47 yards qui donne la victoire à son équipe, ouvrant la route du Super Bowl XLII, leur dernière participation à cet événement ayant eu lieu en 2000. La victoire lors du Super Bowl XLII sur les Patriots de la Nouvelle-Angleterre permet à Lawrence de gagner sa 1re bague.

#### 2008
Lors de la saison 2008, Lawrence ne participe qu'à 2 matchs à la suite d'une blessure qu'il traînera depuis le camp d'été (ménisque déchiré). Il réussit néanmoins son dernier FG avant de se faire opérer signifiant ainsi la fin de sa saison. Pendant son absence, il est remplacé par John Carney.

#### 2009
Aucun souci pour la saison 2009 puisqu'il réussi 27 des 32 FG tentés.

#### 2010
Tynes participe aux 15 matchs de saison régulière et converti 19 FG sur 23 tentatives.

#### 2011
En saison 2011, Tynes réussi 19 FG sur 24 tentés. Lors de la finale de conférence NFC contre les 49ers de San Francisco, il réussit, en prolongation, le FG qui qualifie sa franchise pour le Super Bowl XLVI qu'il remporte à nouveau contre les Patriots de la Nouvelle-Angleterre, obtenant ainsi sa 2e bague.

#### 2012
En saison 2012, Tynes converti 33 FG sur 39 tentatives.

### Tampa Bay Buccaneers (2013)
Le 17 juillet 2013, les Buccaneers de Tampa Bay acquièrent Tynes lequel doit remplacer le kicker Connor Barth souffrant pour la seconde saison consécutive d'une blessure au Tendon d'Achille.
Malheureusement, Tynes contracte une infection bactérienne à la suite d'un ongle incarné mal soigné qui l'empêche de jouer.
Il est remercié le 11 mars 2014. Il n'obtient plus de contrat par la suite en NFL.

## Vie privée
Dès qu'il rejoint les Giants de New York, Tynes et sa famille vivent à Clifton dans le New Jersey Lui et sa femme Amanda passent cependant l'inter-saison dans la région de Kansas City à Overland Park au Kansas où sont nés leurs enfants.
Tynes est le 7e joueur d'origine écossaise à jouer en NFL.
Tynes est né de l'union d'un militaire de la Navy SEALs et d'une mère écossaise. Il a vécu à Greenock jusqu'à ses 10 ans avant de rejoindre les États-Unis. Son père Larry, était membre de la seconde équipe de football américain de la Navy SEALs basée en Écosse au début des années 1970.  Il est actuellement inspecteur dans le Comté de Santa Clara dans le département du Sheriff de Milton en Floride. Un de ses frères a servi dans l'armée des États-Unis en Iraq et au Koweït.
Son autre frère Mark, purge une peine de prison de 27 ans pour trafic de drogue et intimidation de témoins à la suite de sa participation en 2004 dans un trafic de 3 600 livres de marijuana entre le Texas et la Floride.
Tynes a tenté d'obtenir une grâce présidentielle afin de raccourcir ou commuer la peine de son frère. Bien qu'ayant reconnu la faute de son frère, il estimait que la peine était trop sévère. Cependant, Mark Tynes tout au long de la procédure s'est montré assez peu coopératif voire très antipathique.
Le juge ayant présidé l'affaire avait assez l-d'élément pour condamner Marc. En raison de son comportement grossier et indiscipliné, il fut condamné à la peine maximale.
Tynes aime également le football (soccer) et est supporter de l'équipe du Celtic de Glasgow.

### Problème extra sportif
Le 17 août 2005, Tynes se retrouve en prison dans le Comté de Pierce au Wisconsin, à la suite d'une bagarre survenue une semaine auparavant avec un client d'un bar au cours duquel il avait également cassé le nez d'un sorteur. Il fut relâché après paiement d'une caution de 15,000 US$ mais condamné par la suite à une amende de 397 US$.

## Statistiques
| Année  | Équipe | MJ     |        | Field goals | Field goals | Field goals | Field goals |         | Extra Points | Extra Points | Extra Points |      | Punt | Punt | Punt |
| Année  | Équipe | MJ     | Tentés | Réussis     | %           | Long        | Tentés      | Réussis | %            | Tentés       | Yards        | Moy. |      |      |      |
| 2004   | Chiefs | 16     | 23     | 17          | 73,9        | 50          | 60          | 58      | 96,7         |              |              |      |      |      |      |
| 2005   | Chiefs | 16     | 33     | 27          | 81,8        | 52          | 45          | 44      | 97,8         |              |              |      |      |      |      |
| 2006   | Chiefs | 16     | 31     | 24          | 77,4        | 53          | 36          | 35      | 97,2         | 1            | 33           | 33   |      |      |      |
| 2007   | Giants | 16     | 27     | 23          | 85,2        | 48          | 42          | 40      | 95,2         |              |              |      |      |      |      |
| 2008   | Giants | 2      | 1      | 1           | 100         | 19          | 3           | 3       | 100          |              |              |      |      |      |      |
| 2009   | Giants | 16     | 32     | 27          | 84,4        | 52          | 45          | 45      | 100          |              |              |      |      |      |      |
| 2010   | Giants | 15     | 23     | 19          | 82,6        | 53          | 43          | 43      | 100          |              |              |      |      |      |      |
| 2011   | Giants | 16     | 24     | 19          | 79,2        | 50          | 43          | 43      | 100          |              |              |      |      |      |      |
| 2012   | Giants | 16     | 39     | 33          | 84,6        | 50          | 46          | 46      | 100          |              |              |      |      |      |      |
| Totaux | Totaux | Totaux | 233    | 190         | 81,5        | 53          | 363         | 357     | 98,3         | 1            | 33           | 33   |      |      |      |